# Hermannus Winhoff
Hermannus Winhoff (Deventer - Utrecht, november 1595), was een rechtsgeleerde uit de 16e eeuw. 
Hermannus was zoon van de uit Duitsland afkomstige Melchior Winhoff en Zwanida van Beveren. Melchior vestigde zich in Oldenzaal.
Op 7 november 1573 werd hij ingeschreven aan de universiteit van Marburg. Ook studeerde hij aan verschillende Europese universiteiten. Na het behalen van zijn doctorale graad in de rechten kwam hij terug naar Nederland. 
Winhoff was secretaris van de Prins van Oranje en werd in 1586 raadsheer in het hof van Utrecht. Eind 1590 werd hij met onder anderen  afgezet ‘quod a Lecestro promoti essent’, maar kreeg het jaar daarna in zijn functie terug. In november 1595 werd hij door de Staten-Generaal aangesteld als commissielid  om te beslissen in een geschil tussen de stad Groningen en Ommelanden. Ook Willem van Radelant was lid van deze commissie. Winhoff zou echter al na een paar dagen sterven. Als jurist was Herman Winhoff gespecialiseerd in het canoniek recht. Van zijn vriendschap met Everardus Bronchorst (1554-1627) zijn correspondentiestukken bewaard gebleven.